# 北海道北見方面公安委員会
北海道北見方面公安委員会（ほっかいどうきたみほうめんこうあんいいんかい、英語：Hokkaido Kitami Area Public Safety Commission）は、警察法の規定により北海道知事の所轄の下に置かれる北海道公安委員会の下位に属する行政委員会で、3人の委員をもって組織し北海道警察北見方面本部を管理する。

## 所在地
北海道北見市青葉町6番1号（北海道警察北見方面本部庁舎内）

## 委　員
- 委員長
  - 川瀬敏朗／かわせ　としろう（弁護士）
    - 任期：令和5年7月29日～令和8年7月28日

- 委員
  - 河合昭徳／かわい　あきのり（会社役員）
    - 任期：令和4年10月1日～令和7年9月30日

  - 成田樹／なりた　たつき（行政書士）
    - 任期：令和6年10月29日～令和9年10月28日